# Abram M. Edelman
Abram M. Edelman (1863–1941) fue un arquitecto estadounidense de Los Ángeles, California. Algunos de sus edificios están incluidos en el Registro Nacional de Lugares Históricos.

## Primeros años
Abram M. Edelman nació el 19 de agosto de 1863. Su padre, Abram Wolf Edelman, fue un migrante de Polonia y el primer rabino de la Congregación B'nai B'rith de Los Ángeles desde 1862.
Edelman se formó como aprendiz de arquitectos en San Francisco, California.

## Carrera
Edelman diseñó la El Mio House (también conocida como la Smith Estate) para el juez David Patterson Hatch en 1887. Esta casa ha estado en el Registro Nacional de Lugares Históricos desde 1982. Luego, en 1903, Aproximadamente entre 1920 y 1923, diseñó el Breed Street Shul en Boyle Heights, Los Ángeles, en el estilo arquitectónico Bizantino.
En 1920, Edelman diseñó el edificio del First National Bank en Lemon Cove, California, y el First National Bank de San Pedro en San Pedro, Los Ángeles, junto con su sobrino y también arquitecto Leo W. Barnett. También diseñaron el clubhouse del Hillcrest Country Club, un club de golf judío en Cheviot Hills, Los Ángeles, en 1921–1922.
Edelman diseñó el Theosophy Hall en Los Ángeles en 1927, en 33rd St y Grand Avenue. En 1928, trabajó con el arquitecto Archie C. Zimmerman para diseñar el edificio del Alhambra Air Terminal en el aeropuerto de Alhambra (desmantelado para el desarrollo inmobiliario a fines de la década de 1940), en Valley Boulevard cerca de Vega Street en Alhambra, California.
Edelman diseñó el Shrine Auditorium, junto con el arquitecto John C. Austin, en 1925. Edelman murió el 2 de septiembre de 1941.
| El Mio House |
| El Mio House |

| Remick Building |
| Remick Building |

| Breed Street Shul |
| Breed Street Shul |

| Shrine Auditorium |
| Shrine Auditorium |